# アロルディス・チャップマン
- アロルディス・チャプマン

アルベルティン・アロルディス・チャップマン・デラクルス（Albertin Aroldis Chapman de la Cruz, 1988年2月28日 - ）は、キューバのオルギン州オルギン出身のプロ野球選手（投手）。左投左打。MLBのボストン・レッドソックス所属。愛称はザ・ミサイル。
姓はメディアによってはチャプマンと表記されることもある。
MLB史上最速となる球速105.8mph（170.3km/h）の記録を保持しており、ギネス世界記録にも認定された。

## 経歴

### キューバ時代
当初、ボクサー志望で、一塁手を経て投手へ転向するが、2005年ジュニア世代のリーグ戦の成績は2勝6敗、防御率4.27であった。
2005-06シーズンのセリエ・ナシオナル・デ・ベイスボル出場。
2006-07シーズンには規定投球回数不足ながらリーグ最多奪三振のタイトルを記録した。
2007年7月に2007年パンアメリカン競技大会の野球キューバ代表に選出された。同大会では準優勝で銀メダルを受賞した。11月に第37回IBAFワールドカップのキューバ代表に選出される。同大会では大会最優秀左投手に選出された。
2009年3月に開催された第2回ワールド・ベースボール・クラシック（WBC）のキューバ代表に選出された。同大会では第2ラウンドの日本戦で先発し、2.1イニングを3失点で敗戦投手になる。7月には第12回ワールドポート・トーナメントのキューバ代表に選出された。大会期間中にヨーロッパの小国アンドラに亡命した。

### レッズ時代
2010年1月10日にシンシナティ・レッズと総額3025万ドルの6年契約を結んだ。

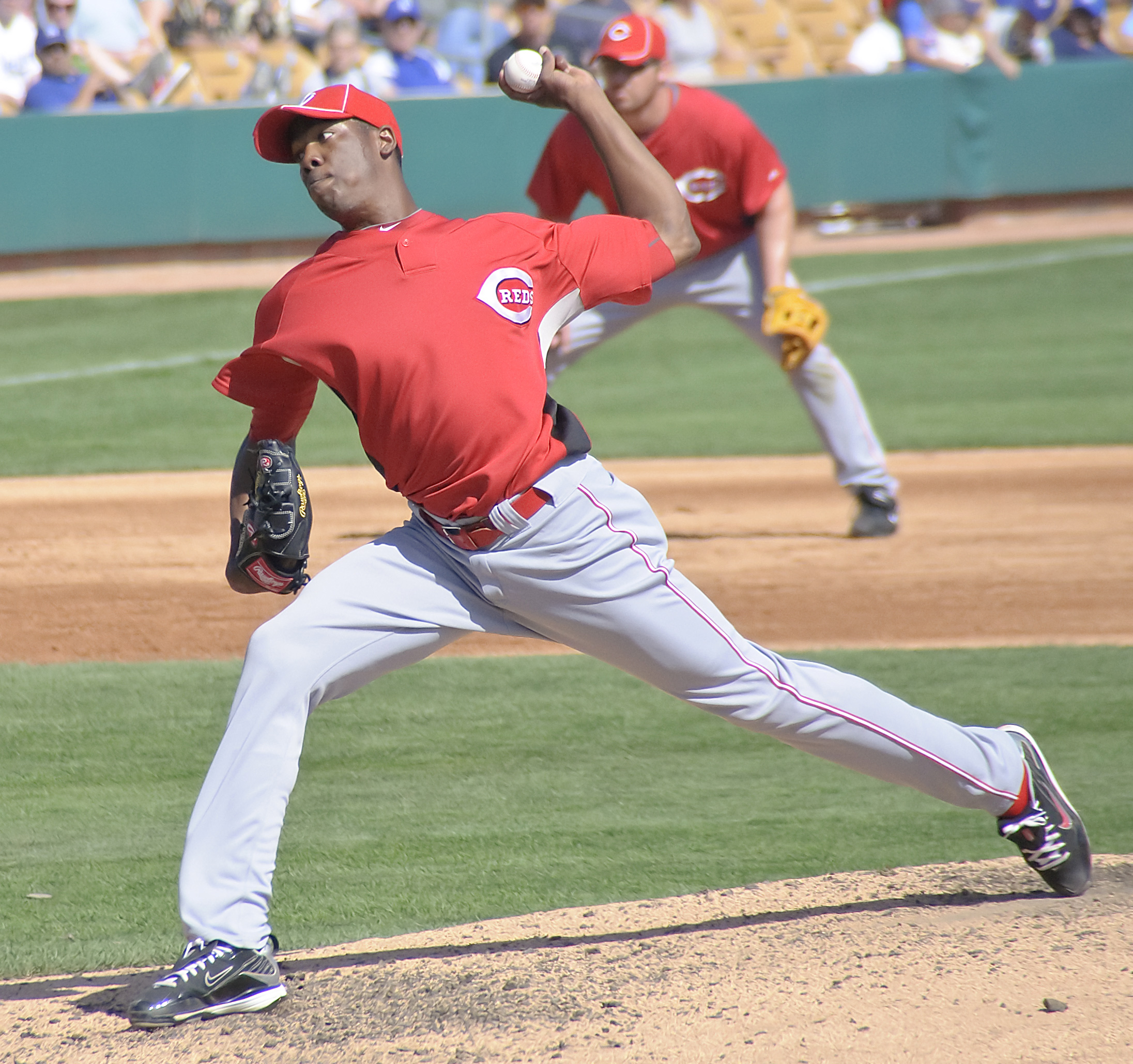
2010年

開幕はAAA級ルイビル・バッツで迎え、先発で起用されるも6月に0勝4敗、防御率5.84と不振に陥り、シーズン途中に抑えへ転向。8月27日のコロンバス・クリッパーズ戦で105mph（約169km/h）を記録した。8月31日にメジャーに昇格し、その日のミルウォーキー・ブルワーズ戦の8回にメジャー初登板。1回無安打、1奪三振、無失点でメジャーデビューを果たした。投球した8球のうち速球は6球で全て98mph（約158km/h）以上を記録し、最速は球場表示で102mph（約164km/h）を、テレビ中継では103mph（約166km/h）を記録。翌日にはPITCHf/xで103.9mph（約167.2km/h）を記録し、ジョエル・ズマヤに次ぐ歴代2位の球速と公式に認定され、9月24日のサンディエゴ・パドレス戦で史上最速となる105.8mph（約170.3km/h）を記録。この時に打席に入っていたトニー・グウィン・ジュニアは「目の前を通り過ぎるまで見えなかった」とコメントした。

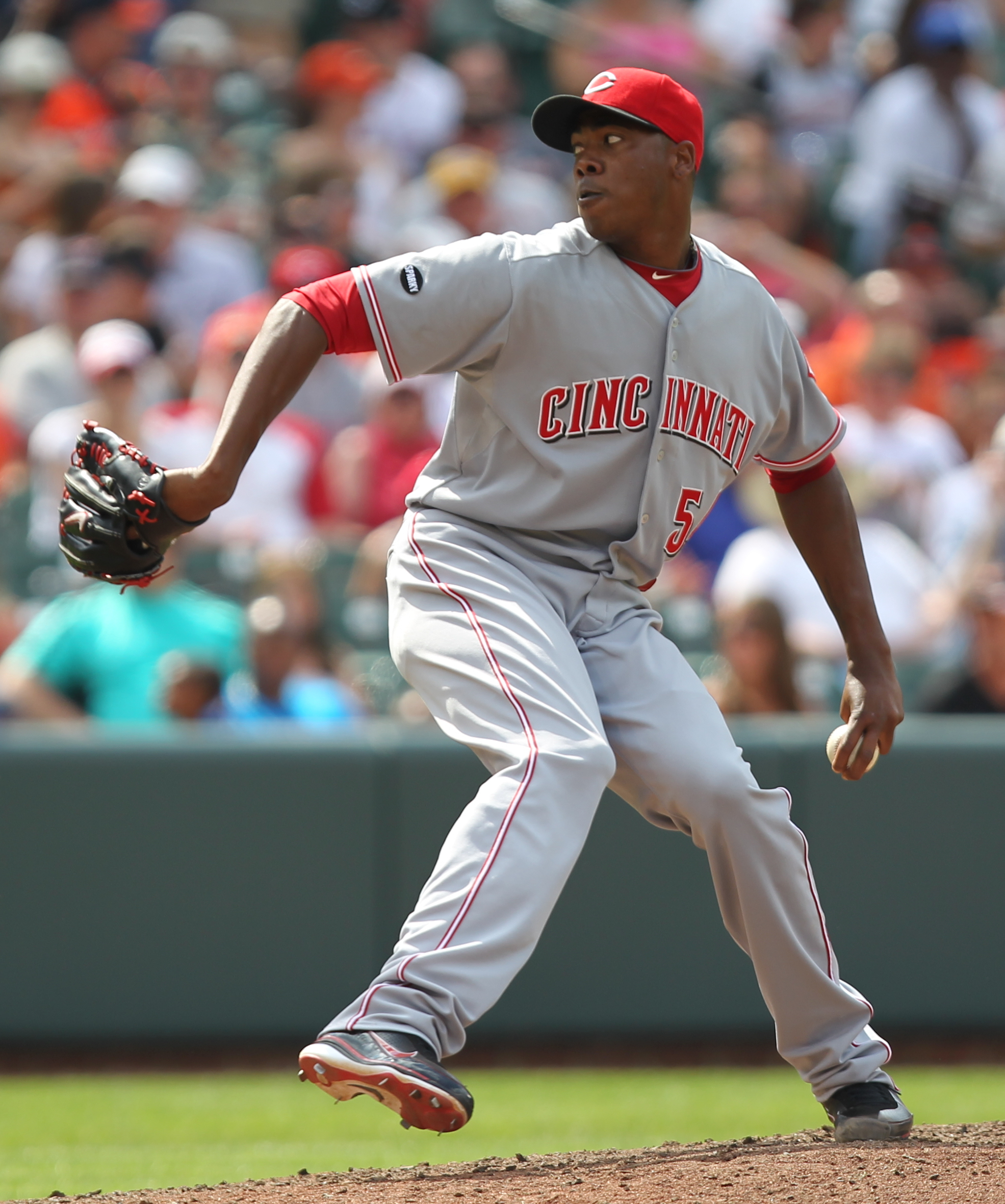
2011年

2011年4月18日のピッツバーグ・パイレーツ戦では、球場の表示で106mph（約170.6km/h）を記録。しかし、テレビ中継の表示では105mph（約169km/h）、PITCHf/xでは102.4mph（約164.8km/h）と計時され、公式記録としては認定されなかった。本人は「調子は良かった。でもスピードのことなんて気にしないで投げている」とコメントし、監督のダスティ・ベイカーは「彼は休み明け、106マイルを出しても不思議ではない」とコメントした。この年の最高球速は103.4mph（約166.4km/h）。
2012年は開幕直後に抑えに回り、与四球率を前年よりも大幅に改善するなど38セーブを記録した。この年の最高球速は102.7mph（約165.3km/h）。
2013年の最高球速は104.0mph（約167.4km/h）。
2014年1月28日にレッズと500万ドルの1年契約に合意した。スプリングトレーニング中の3月19日に行われたカンザスシティ・ロイヤルズ戦でサルバドール・ペレスの打球が顔面に直撃。翌日左目の手術を行い、投球練習までには10日から14日間かかり、実戦復帰には4週間から5週間かかった。5月10日に故障者リストから外れた。復帰後は例年どおりの調子を取り戻し、54試合に登板した。7月11日のパイレーツ戦で、リリーフとして歴代最高となる40試合連続奪三振を記録 し、その後記録を49試合まで伸ばした。54イニングで106奪三振は、9イニングあたりの奪三振率は17.7であり、これは2012年にクレイグ・キンブレルが記録した16.7を上回り、歴代最高記録（50イニング以上が対象）である。この年の最高球速は103.8mph（約167.0km/h）。また、シーズンを通してのフォーシームの平均球速が初めて100mphを超えた。
2015年7月19日、史上最速となる292イニングでの通算500奪三振を達成し、クレイグ・キンブレルが持っていた記録を更新した。

### ヤンキース時代

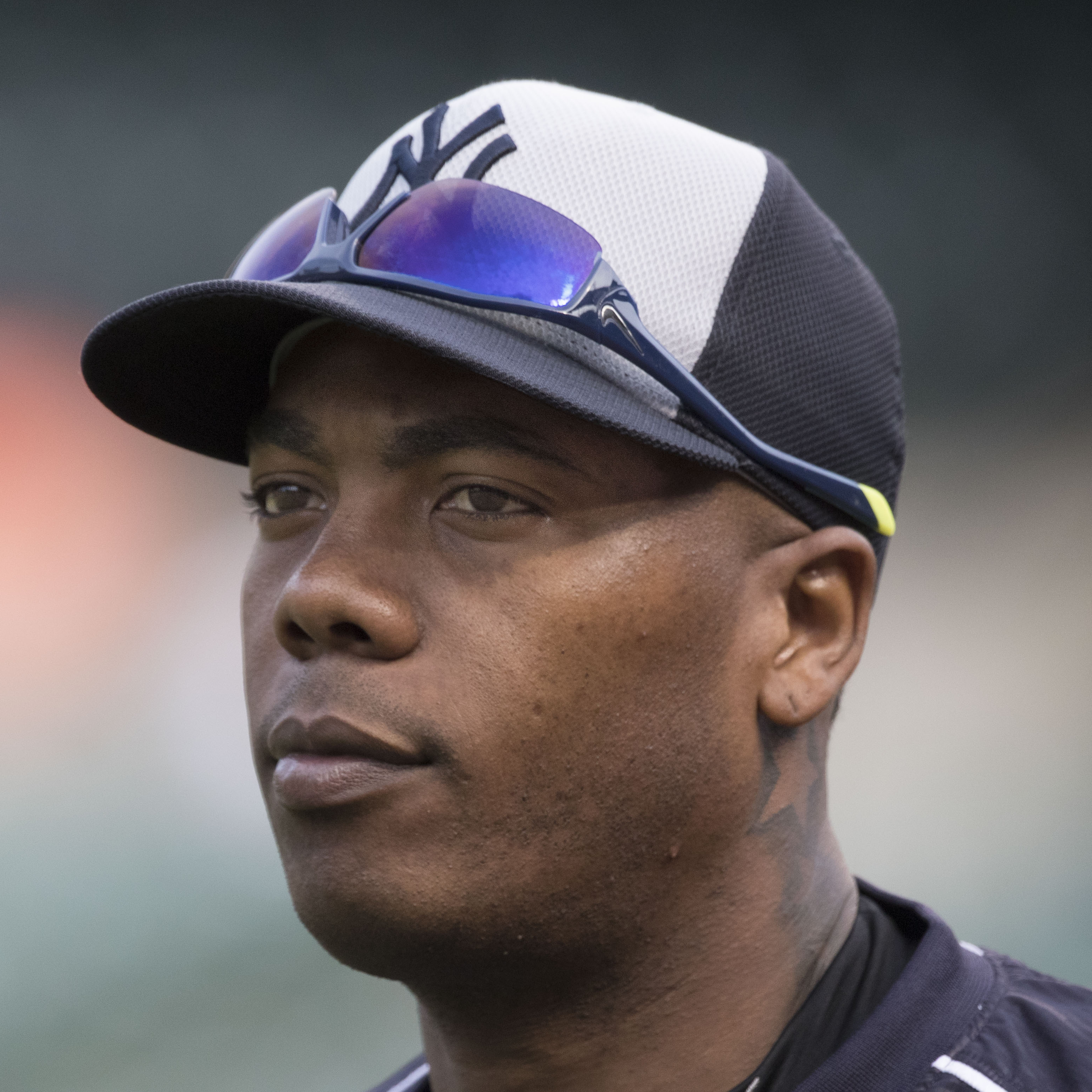
ニューヨーク・ヤンキース時代
（2016年6月4日）

2015年12月28日にケイレブ・コーザム、エリック・ジャジーロ、ルーキー・デービス、トニー・レンダとのトレードで、ニューヨーク・ヤンキースへ移籍した。
2016年2月26日に前年オフに恋人に対して発砲8回と首を絞めたりしたなどのドメスティックバイオレンス（DV）の容疑で開幕から30試合の出場停止となる処分を受けた。MLBがDVに関する規定を設けてから初の適用者となった。4月30日にアメリカ合衆国の市民権を取得 し、第4回WBCアメリカ合衆国代表選出を熱望していることを公表した。5月9日のロイヤルズ戦で復帰し、移籍後初登板。翌10日の同カードでは移籍後初セーブを挙げた。チームでは7回を投げるデリン・ベタンセス、セットアッパーのアンドリュー・ミラー、抑えのチャップマンで勝ちパターンとして起用され、この3人を「スリーヘッディッド・モンスター（三つ頭の怪物）」と呼称されたり、チームが3人の頭文字を取り得点（ラン）を与えないという意味でRun-D.M.C.を真似た「ノー・ランズDMC」Tシャツを販売したりもした。ヤンキースでは31試合の登板で20セーブ、防御率2.01の成績だった。

### カブス時代
2016年7月25日にアダム・ウォーレンら、マイナー選手3人とのトレードで、シカゴ・カブスへ移籍した。カブスではヘクター・ロンドンが抑えを務めていたが、ロンドンはセットアッパーに配置転換され移籍後も抑えを務めた。

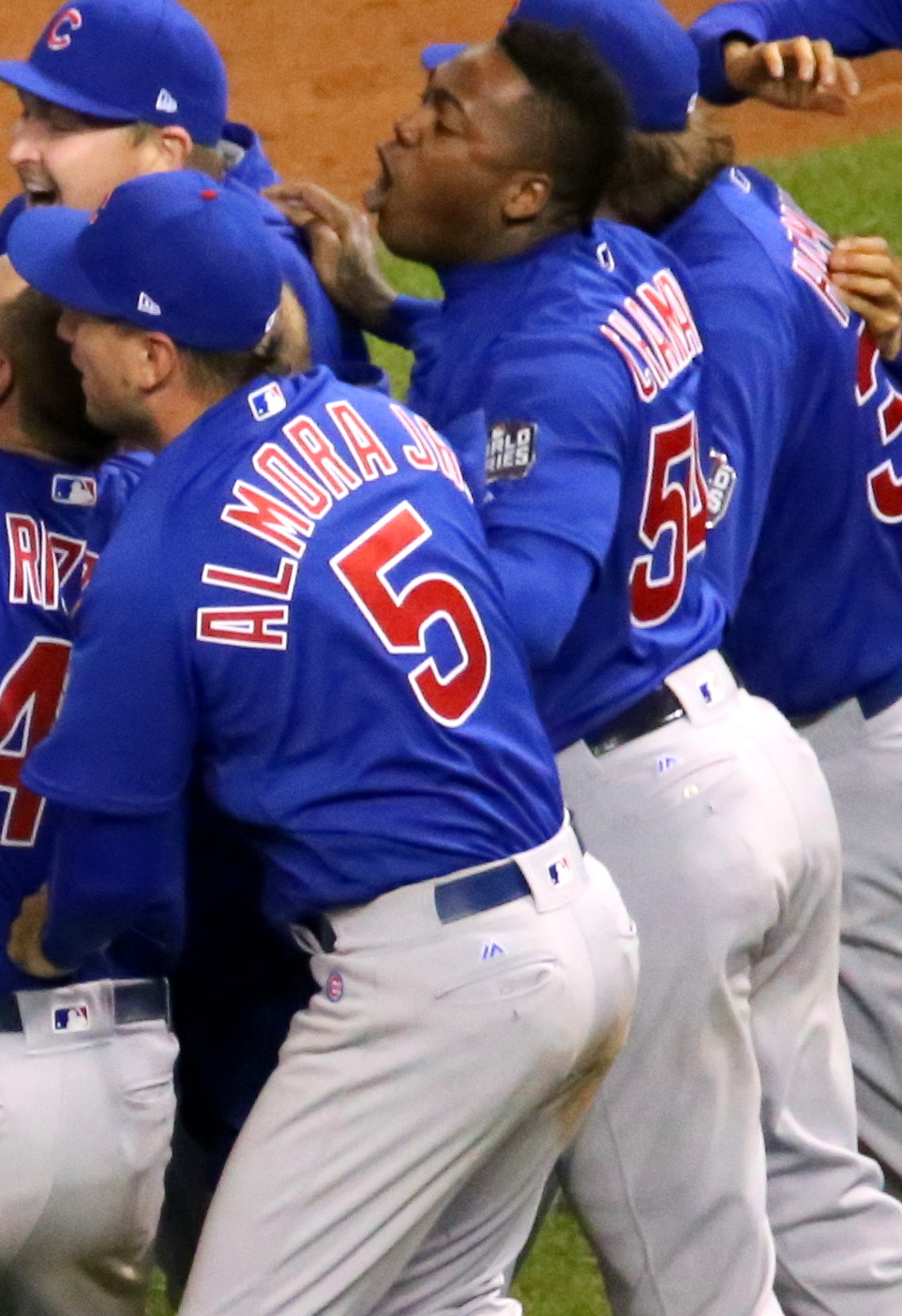
2016年、ワールドシリーズを制覇

移籍後は28試合の登板で1勝1敗16セーブ、防御率1.01と好調を維持、シーズン通算では59試合の登板で4勝1敗36セーブと5年連続30セーブを記録した。30試合の出場停止が響き、前年まで4年連続で達成していた100奪三振には届かなかった。ポストシーズンではサンフランシスコ・ジャイアンツとのナショナルリーグディビジョンシリーズ（NLDS）で4試合全てに登板。第3戦ではリードを守れず降板したが、それ以外ではセーブを挙げ、チームはリーグチャンピオンシップシリーズ進出を決めた。ロサンゼルス・ドジャースとのナショナルリーグチャンピオンシップシリーズ（NLCS）では4試合に登板。2点リードの8回無死満塁の場面で登板した第1戦では同点2点適時打を打たれセーブに失敗したが、それ以外の3試合では合計3.2イニングをセーブこそつかなかったものの無失点に抑えた。クリーブランド・インディアンスとのワールドシリーズでは5試合に登板。1勝1セーブ、防御率3.52の成績だった。特に第5戦では1点リードの7回一死二塁の場面から登板し、2.2イニングを無失点。4奪三振で締めてセーブを記録した。11月3日にFAとなった。

### ヤンキース復帰
2016年12月8日、ニューヨーク・ヤンキースと5年総額8600万ドルで契約に合意したと報じられ、12月15日に正式に契約を結んだ。これは救援投手としては史上最高額であった。
2017年は開幕から抑えを任されたが、5月14日に回旋筋腱板炎症で故障者リスト入りした。
6月に復帰したが本調子ではなく、度重なる救援失敗で8月後半から中継ぎに配置転換された。9月には11試合で12イニング無失点と復調し抑えに戻ったが、トータルでは22セーブ、防御率3.22と抑えを務めるようになった2012年以降では最も低い成績に終わり、連続30セーブも5年で途切れた。
2018年は開幕から好調を維持し、7月までに45試合の登板で防御率1.88を記録していたが、シーズンを通じて左膝腱炎に苦しみ、8月22日から故障者リスト入りした。9月に復帰したものの、抑えを務める場面は限られ、シーズン通算では55試合登板で3勝0敗32セーブ、防御率2.45という成績だった。なお、2016年及び2017年は平均球速が100.0マイル（約161.0km/h）を超えていたが、この年は99.1マイル（約159.5km/h）まで低下した。
2019年は年間通じて故障離脱することなく抑えを務め、自身4年ぶりとなる60試合登板を達成。3勝2敗37セーブ、防御率2.21の好成績を記録したが、ロベルト・オスナと1セーブ差で最多セーブのタイトルは逃した。この年は前年から更に平均球速が低下する中で、フォーシームの比率が前年の73.8%から68.8%に減り、スライダーが25.4%から31.0%に上昇するなど、投球スタイルに若干の変化が見られた。
オフの10月25日にロベルト・オスナ、リアム・ヘンドリクスらを抑えて最優秀救援投手賞を初受賞。11月3日に残り2年の契約のオプトアウト権利を行使せず、2022年の1年1800万ドルの契約延長が発表された。また、同年から新設されたオールMLBチームのセカンドチーム中継ぎ投手の1人に選出された。
2020年7月11日にCOVID-19の検査で陽性反応が出たことが発表された。そのため、23日の開幕には間に合わない見通しとなった。8月17日に復帰後初登板を果たす。9月2日のタンパベイ・レイズ戦でマイク・ブロッソーに対し故意に頭部死球を与え3試合の出場停止となった。平均100.5マイルのシンカーは2020年シーズンのMLBの中で最も速かった。シーズンでは、11.2イニングを投げ防御率3.09で22奪三振を記録した。プレーオフではレイズとのデイビジョンシリーズでシーズンで頭部死球を与えたブロソーに勝ち越し本塁打を打たれた。
2021年7月4日に選手間投票で通算7度目となるオールスターゲームに選出された。ただし、7月13日に開催されたオールスターゲームには参加はしたが、出場機会は無かった。このシーズンは2シーズンぶりに30セーブを記録した。
2022年もリリーフの一角として起用されたが5試合連続失点を喫するなど不振に陥り、5月24日に故障者リストに入った。7月に入りロースター復帰を果たすも、8月27日に足に入れたタトゥーによって感染症を患い、再び故障者リストに入った。チームは地区優勝を果たしポストシーズンに進出したが、ロースター外となった。このシーズンは防御率4.46、4勝4敗9セーブに終わり、平均球速・奪三振率はキャリアワーストの数字となった。オフの11月6日にFAとなった。

### ロイヤルズ時代
2023年1月27日にカンザスシティ・ロイヤルズと1年総額375万ドルの契約を結んだ。ロイヤルズでは31試合に登板し、4勝2敗2セーブ、防御率2.45という成績を残した。

### レンジャーズ時代
2023年7月1日に コール・レイガンズ、ロニー・カブレラとのトレードでテキサス・レンジャーズに移籍した。オフの11月3日にFAとなった。

### パイレーツ時代
2024年1月31日にピッツバーグ・パイレーツと1050万ドルの1年契約を結んだ。
8月7日のパドレス戦では、最速105.1mph（169.1km/h）を記録した。

### レッドソックス時代
2024年12月3日にボストン・レッドソックスと2025年の1年契約を結んだ。

## 選手としての特徴
| 球種         | 割合 | 平均球速 | 平均球速 | 最高球速 | 最高球速 |
| 球種         | %    | mph      | km/h     | mph      | km/h     |
| フォーシーム | 56.7 | 98.3     | 158.2    | 102.4    | 164.8    |
| スライダー   | 26.6 | 85.1     | 137      | 89.2     | 143.6    |
| スプリッター | 11.2 | 88.4     | 142.3    | 92.2     | 148.4    |
| シンカー     | 5.6  | 100.7    | 162.1    | 105.4    | 169.1    |

スリークォーターから投げる最速105.8mph（約170.3km/h）・平均球速99-100mph（約159-161km/h）のフォーシームと平均87-88mph（約140-142km/h）のスライダーの2球種で全投球の9割超を占めていたが、2018年ごろからスプリッターやシンカーも投球に加えている。。奪三振率（K/9）が極めて高く、MLB通算奪三振率は15.0。その一方で細かな制球力に欠き、通算の与四球率（BB/9）は4.2。

## 人物
ジャマイカにルーツがある。また、ジャマイカは1962年までイギリスの植民地であり、本人はキューバからの亡命後、アメリカの市民権を取得しているため、イギリス、キューバ、アメリカの3カ国のWBC出場資格をもつ。

## 詳細情報

### 年度別投手成績
| 年 度     | 球 団     | 登 板 | 先 発 | 完 投 | 完 封 | 無 四 球 | 勝 利 | 敗 戦 | セ 丨 ブ | ホ 丨 ル ド | 勝 率 | 打 者 | 投 球 回 | 被 安 打 | 被 本 塁 打 | 与 四 球 | 敬 遠 | 与 死 球 | 奪 三 振 | 暴 投 | ボ 丨 ク | 失 点 | 自 責 点 | 防 御 率 | W H I P |
| --------- | --------- | ----- | ----- | ----- | ----- | -------- | ----- | ----- | -------- | ----------- | ----- | ----- | -------- | -------- | ----------- | -------- | ----- | -------- | -------- | ----- | -------- | ----- | -------- | -------- | ------- |
| 2005-2006 | HOL       | 15    | 15    | 0     | 0     | --       | 3     | 5     | 0        | --          | .375  | 263   | 54.0     | 48       | 5           | 54       | 1     | 5        | 56       | 3     | 0        | 33    | 26       | 4.33     | 1.89    |
| 2006-2007 | HOL       | 23    | 12    | 0     | 0     | --       | 4     | 3     | 7        | --          | .571  | 350   | 81.1     | 59       | 4           | 50       | 0     | 9        | 100      | 5     | 1        | 26    | 25       | 2.77     | 1.34    |
| 2007-2008 | HOL       | 16    | 16    | 2     | 1     | --       | 6     | 7     | 0        | --          | .462  | 324   | 74.0     | 55       | 3           | 37       | 2     | 8        | 79       | 1     | 2        | 36    | 32       | 3.89     | 1.24    |
| 2008-2009 | HOL       | 22    | 20    | 1     | 0     | --       | 11    | 4     | 0        | --          | .733  | 515   | 118.1    | 109      | 7           | 62       | 2     | 9        | 130      | 14    | 0        | 56    | 53       | 4.03     | 1.45    |
| 2010      | CIN       | 15    | 0     | 0     | 0     | 0        | 2     | 2     | 0        | 4           | .500  | 51    | 13.1     | 9        | 0           | 5        | 0     | 0        | 19       | 2     | 0        | 4     | 3        | 2.03     | 1.05    |
| 2011      | CIN       | 54    | 0     | 0     | 0     | 0        | 4     | 1     | 1        | 13          | .800  | 207   | 50.0     | 24       | 2           | 41       | 2     | 4        | 71       | 4     | 0        | 21    | 20       | 3.60     | 1.30    |
| 2012      | CIN       | 68    | 0     | 0     | 0     | 0        | 5     | 5     | 38       | 6           | .500  | 276   | 71.2     | 35       | 4           | 23       | 0     | 4        | 122      | 4     | 0        | 13    | 12       | 1.51     | 0.81    |
| 2013      | CIN       | 68    | 0     | 0     | 0     | 0        | 4     | 5     | 38       | 0           | .444  | 258   | 63.2     | 37       | 7           | 29       | 0     | 3        | 112      | 6     | 0        | 18    | 18       | 2.54     | 1.04    |
| 2014      | CIN       | 54    | 0     | 0     | 0     | 0        | 0     | 3     | 36       | 0           | .000  | 202   | 54.0     | 21       | 1           | 24       | 0     | 2        | 106      | 4     | 0        | 12    | 12       | 2.00     | 0.83    |
| 2015      | CIN       | 65    | 0     | 0     | 0     | 0        | 4     | 4     | 33       | 0           | .500  | 278   | 66.1     | 43       | 3           | 33       | 1     | 5        | 116      | 7     | 0        | 13    | 12       | 1.63     | 1.15    |
| 2016      | NYY       | 31    | 0     | 0     | 0     | 0        | 3     | 0     | 20       | 0           | 1.000 | 120   | 31.1     | 20       | 2           | 8        | 0     | 0        | 44       | 2     | 1        | 8     | 7        | 2.01     | 0.89    |
| 2016      | CHC       | 28    | 0     | 0     | 0     | 0        | 1     | 1     | 16       | 0           | .500  | 102   | 26.2     | 12       | 0           | 10       | 0     | 0        | 46       | 6     | 0        | 4     | 3        | 1.01     | 0.83    |
| '16計     | CHC       | 59    | 0     | 0     | 0     | 0        | 4     | 1     | 36       | 0           | .800  | 222   | 58.0     | 32       | 2           | 18       | 0     | 0        | 90       | 8     | 1        | 12    | 10       | 1.55     | 0.86    |
| 2017      | NYY       | 52    | 0     | 0     | 0     | 0        | 4     | 3     | 22       | 1           | .571  | 210   | 50.1     | 37       | 3           | 20       | 2     | 3        | 69       | 5     | 0        | 20    | 18       | 3.22     | 1.13    |
| 2018      | NYY       | 55    | 0     | 0     | 0     | 0        | 3     | 0     | 32       | 1           | 1.000 | 212   | 51.1     | 24       | 2           | 30       | 0     | 5        | 93       | 9     | 0        | 15    | 14       | 2.45     | 1.05    |
| 2019      | NYY       | 60    | 0     | 0     | 0     | 0        | 3     | 2     | 37       | 0           | .600  | 235   | 57.0     | 38       | 3           | 25       | 0     | 1        | 85       | 6     | 0        | 18    | 14       | 2.21     | 1.11    |
| 2020      | NYY       | 13    | 0     | 0     | 0     | 0        | 1     | 1     | 3        | 0           | .500  | 45    | 11.2     | 6        | 2           | 4        | 0     | 1        | 22       | 0     | 1        | 4     | 4        | 3.09     | 0.86    |
| 2021      | NYY       | 61    | 0     | 0     | 0     | 0        | 6     | 4     | 30       | 1           | .600  | 243   | 56.1     | 36       | 9           | 38       | 2     | 3        | 97       | 7     | 0        | 23    | 21       | 3.36     | 1.31    |
| 2022      | NYY       | 43    | 0     | 0     | 0     | 0        | 4     | 4     | 9        | 1           | .500  | 160   | 36.1     | 24       | 4           | 28       | 0     | 1        | 43       | 6     | 0        | 18    | 18       | 4.46     | 1.43    |
| 2023      | KC        | 31    | 0     | 0     | 0     | 0        | 4     | 2     | 2        | 8           | .667  | 122   | 29.1     | 16       | 0           | 20       | 0     | 0        | 53       | 2     | 1        | 10    | 8        | 2.45     | 1.23    |
| 2023      | TEX       | 30    | 0     | 0     | 0     | 0        | 2     | 3     | 4        | 6           | .400  | 127   | 29.0     | 21       | 4           | 16       | 2     | 1        | 50       | 7     | 1        | 14    | 12       | 3.72     | 1.28    |
| '23計     | TEX       | 61    | 0     | 0     | 0     | 0        | 6     | 5     | 6        | 14          | .545  | 249   | 58.1     | 37       | 4           | 36       | 2     | 1        | 103      | 9     | 2        | 24    | 20       | 3.09     | 1.25    |
| 2024      | PIT       | 68    | 0     | 0     | 0     | 0        | 5     | 5     | 14       | 22          | .500  | 265   | 61.2     | 44       | 5           | 39       | 0     | 2        | 98       | 4     | 2        | 31    | 26       | 3.79     | 1.35    |
| CNS：4年  | CNS：4年  | 76    | 63    | 3     | 1     | --       | 24    | 19    | 7        | --          | .558  | 1452  | 327.2    | 271      | 19          | 203      | 5     | 31       | 365      | 23    | 3        | 151   | 136      | 3.74     | 1.45    |
| MLB：15年 | MLB：15年 | 796   | 0     | 0     | 0     | 0        | 55    | 45    | 335      | 63          | .550  | 3113  | 760.0    | 447      | 51          | 393      | 7     | 33       | 1246     | 81    | 6        | 246   | 222      | 2.63     | 1.11    |

- 2024年度シーズン終了時
- 各年度の太字はリーグ最高
- 「-」は記録なし

### 年度別守備成績
| 年 度     | 球 団 | 投手（P） | 投手（P） | 投手（P） | 投手（P） | 投手（P） | 投手（P） |
| 年 度     | 球 団 | 試 合     | 刺 殺     | 補 殺     | 失 策     | 併 殺     | 守 備 率  |
| --------- | ----- | --------- | --------- | --------- | --------- | --------- | --------- |
| 2005-2006 | HOL   | 15        | 4         | 11        | 3         | 0         | .833      |
| 2006-2007 | HOL   | 23        | 6         | 14        | 1         | 1         | .952      |
| 2007-2008 | HOL   | 16        | 4         | 11        | 2         | 0         | .882      |
| 2008-2009 | HOL   | 22        | 7         | 31        | 0         | 4         | 1.000     |
| 2010      | CIN   | 15        | 2         | 1         | 0         | 0         | 1.000     |
| 2011      | CIN   | 54        | 3         | 8         | 4         | 1         | .733      |
| 2012      | CIN   | 68        | 2         | 3         | 1         | 0         | .833      |
| 2013      | CIN   | 68        | 1         | 3         | 1         | 0         | .800      |
| 2014      | CIN   | 54        | 1         | 2         | 0         | 0         | 1.000     |
| 2015      | CIN   | 65        | 1         | 2         | 0         | 0         | 1.000     |
| 2016      | NYY   | 31        | 3         | 3         | 0         | 0         | 1.000     |
| 2016      | CHC   | 28        | 2         | 2         | 0         | 0         | 1.000     |
| '16計     | CHC   | 59        | 5         | 5         | 0         | 0         | 1.000     |
| 2017      | NYY   | 52        | 1         | 3         | 0         | 0         | 1.000     |
| 2018      | NYY   | 55        | 0         | 5         | 0         | 0         | 1.000     |
| 2019      | NYY   | 60        | 1         | 3         | 2         | 0         | .667      |
| 2020      | NYY   | 13        | 0         | 0         | 0         | 0         | ----      |
| 2021      | NYY   | 61        | 0         | 3         | 3         | 0         | .500      |
| 2022      | NYY   | 43        | 2         | 6         | 0         | 0         | 1.000     |
| 2023      | KC    | 31        | 0         | 3         | 0         | 0         | 1.000     |
| 2023      | TEX   | 30        | 0         | 1         | 0         | 0         | 1.000     |
| '23計     | TEX   | 61        | 0         | 4         | 0         | 0         | 1.000     |
| 2024      | PIT   | 68        | 2         | 7         | 0         | 0         | 1.000     |
| CNS       | CNS   | 76        | 21        | 67        | 6         | 5         | .936      |
| MLB       | MLB   | 796       | 21        | 55        | 11        | 1         | .874      |

- 2024年度シーズン終了時

### 表彰
- マリアノ・リベラ賞：1回（2019年）
- DHL デリバリー・マン・オブ・ザ・マンス：2回（2012年7月・8月）
- オールMLBチーム[60]
  - セカンドチーム
    - 救援投手：1回（2019年）

### 記録
- MLBオールスターゲーム選出：8回（2012年 - 2015年、2018年、2019年、2021年、2025年）

### 諸記録
- シーズン奪三振率：17.7（2014年、救援投手として歴代最高、従来の最高は2012年のクレイグ・キンブレルの16.7）
- 通算500奪三振投球回：292（2015年7月19日、従来の記録はクレイグ・キンブレルの305）[25]
- 連続試合奪三振：49（2014年8月21日 - 2015年4月10日、救援投手として歴代最高）
- 最高球速：105.8mph（約170.3km/h、ギネス世界記録）[10]
- 1回の契約での年俸総額：8600万ドル（2016年12月、救援投手として歴代最高、従来の最高は同月のマーク・マランソンの6200万ドル）[35]

### 背番号
- 54（2010年 - 2023年途中）
- 45（2023年途中 - 2024年）
- 44（2025年 - ）

### 代表歴
- 2007年パンアメリカン競技大会野球キューバ代表
- 2007 IBAFワールドカップ キューバ代表
- 2009 ワールド・ベースボール・クラシック・キューバ代表
- 2009 ワールドポート・トーナメント キューバ代表